# Onasemnogen abeparvovec
Onasemnogen abeparvovec, vândut sub numele de marcă Zolgensma, este o medicație de terapie genică utilizată pentru a trata atrofia musculară spinală (AMS). Este folosită alături de corticosteroizi ca o singură injecție intravenoasă. Medicația a fost aprobată în Statele Unite în 2019 pentru copiii mai mici de doi ani și în Japonia în 2020.
Printre efectele secundare se numără vărsături și creșterea enzimelor hepatice. Reacțiile adverse grave pot include probleme cu ficatul, număr redus de trombocite și deteriorare cardiacă. Onasemnogen abeparvovec funcționează prin furnizarea unei noi copii a genei care produce proteina SMN umană.
Onasemnogen abeparvovec a fost dezvoltat de AveXis, care a fost achiziționată de către Novartis, pe baza cercetărilor lui Martine Barkats de la Institut de Myologie din Franța. Un singur tratament are un preț oficial de 2,125 milioane de dolari americani, ceea ce îl face cel mai scump medicament din lume în 2019. O formulare care este injectată în canalul spinal a fost studiată pentru copiii de sub șase ani, până când cercetarea a fost temporar oprită în octombrie 2019.

## Uz medical
Onasemnogen abeparvovec este utilizat pentru a trata atrofia musculară spinală cauzată de o mutație în gena survival motor neuron 1 (SMN1), o tulburare genetică diagnosticată predominant la copiii mici, care cauzează pierderea progresivă a funcției musculare și frecvent moartea.
Este aprobat ca formulare intravenoasă în Statele Unite pentru utilizare la copii cu vârsta de până la doi care suferă de AMS, inclusiv înainte ca simptomele să apară.
Medicamentul este administrat alături de corticosteroizi cu scopul de a proteja ficatul. Utilizarea de corticosteroizi este recomandată pentru cel puțin două luni, începând cu o zi înainte de administrarea onasemnogen abeparvovec. Dacă anomaliile hepatice persistă, este recomandată utilizarea îndelungată de corticosteroizi.
Deși descris ca tratament într-o singură doză pentru AMS, nu se știe cât timp transgena livrată de onasemnogen abeparvovec poate persista în organism. Deoarece neuronii motori nu se divid, este de așteptat ca transgena să fie stabilă pe termen lung. 

## Efecte adverse
Reacțiile adverse frecvente pot include greață și creșterea enzimelor hepatice. Reacțiile adverse grave pot include probleme cu ficatul, nivel redus de trombocite și deteriorare cardiacă. Este recomandată verificarea funcției ficatului timp de trei luni după administrare.
Deoarece medicamentul poate reduce numărul de trombocite, acesta trebuie să fie verificat înainte de a administrarea medicamentului, apoi o dată pe săptămână în prima lună și la fiecare două săptămâni pentru următoarele două luni, până când nivelul revine la normal.

## Mecanism de acțiune
SMA este o tulburare neuromusculară cauzată de o mutație în gena SMN1, care duce la o scădere a expresiei proteinei SMN, o proteină necesară pentru supraviețuirea neuronilor motorii. Onasemnogen abeparvovec este un medicament biologic format din capside virale AAV9 care conțin o transgenă SMN1, împreună cu promotori sintetici. La administrare, vectorul viral AAV9 transportă transgena SMN1 către neuronii motori afectați, ceea ce duce la o creștere a nivelului de proteină SMN.

## Istoric
Food and Drug Administration (FDA) din SUA a admis cererea de desemnare a onasemnogen abeparvovec-xioi ca fast track, terapie inovatoare, prioritate la revizuire și medicament orfan. FDA a acordat, de asemenea, producătorului un voucher prioritar de revizuire a unei boli pediatrice rare și a acordat omologarea Zolgensma către AveXis Inc.
În iunie 2015, Comisia Europeană a acordat desemnarea de medicament orfan pentru onasemnogen abeparvovec. În iulie 2019, onasemnogen abeparvovec a fost eliminat din programul de evaluare accelerată a Comitetului pentru Medicamente de Uz Uman (CHMP).

## Societate și cultură

### Terminologie
Onasemnogen abeparvovec este numele internațional neprotejat și numele adoptat în SUA (USAN). Medicamentul este cunoscut sub numele compusului, AVXS-101, în țările în care nu este aprobat pentru comercializare.

### Cost
Tratamentul are un preț de listă de 2,125 milioane de dolari americani pe doză, făcându-l cel mai scump medicament din lume în 2019. În primele patru luni, s-au vândut tratamente în valoare de 160 milioane de dolari.

### Aprobare
Onasemnogen abeparvovec a fost aprobat pentru uz medical în Statele Unite ale Americii în 2019 și în Japonia în 2020. În 2019, este în proces de aprobare în Uniunea Europeană.

### Controverse
În lunile de dinaintea aprobării de către FDA, un avertizor a informat Novartis că anumite studii ale medicamentului au suferit manipulări ale datelor. Novartis a concediat doi directori AveXis pe care i-a considerat responsabili, dar a informat FDA despre integritatea datelor abia în iunie 2019, la o lună după aprobare. Întârzierea a atras condamnarea puternică a FDA. În octombrie 2019, compania a recunoscut că nu a informat FDA și Agenția Europeană pentru Medicamente (EMA) timp de șapte luni despre efectele toxice ale formei intravenoase observate la animalele de laborator.
În decembrie 2019, Novartis a anunțat că va dona 100 de doze de onasemnogen abeparvovec pe an copiilor în afara SUA într-o loterie globală. Decizia, care, susține Novartis, a fost bazată pe o recomandare a bioeticienilor, a primit multe critici de la grupuri de pacienți (de exemplu, TreatSMA din Regatul Unit sau SMA Europe), care interpretează această acțiune împovărătoare emoțional, suboptimală și discutabilă din punct de vedere etic. Novartis nu s-a consultat cu familii sau medici înainte de anunțarea sistemului. Alan Regenberg, un bioetician de la Institutul de Bioetică Johns Hopkins Berman, a declarat că sistemul a fost, probabil, cel mai bun dintre cele disponibile, deoarece poate fi imposibil să se determine cu certitudine prognosticul pentru copiii sub vârsta de doi ani. De asemenea, nu toate comunitățile SMA se opun practicii.

## Cercetare
AveXis are în curs de dezvoltare o formulare intratecală a onasemnogen abeparvovec. Studiile pe oameni au fost însă oprite de către Food and Drug Administration în septembrie 2019 din cauza toxicității observate la animale.